# USS Spuyten Duyvil (1864)
Броненосный миноносец «Спютен Дайвил» (англ. Spuyten Duyvil — точное значение названия не установлено) — экспериментальный бронированный миноносец, построенный для ВМФ США во время Гражданской Войны в Америке. Вооружался шестовой миной, предназначался для уничтожения неприятельских кораблей и прорыва заграждений на входах в гавани и реки. Отличался хорошей защищённостью, но малой скоростью; был сочтен непригодным для сражений в открытом море и применялся в основном как инженерное судно для подводных взрывных работ. Списан в 1880 году.

## История
Гражданская Война в Америке продемонстрировала новый способ уничтожения кораблей неприятеля — поражение их в подводную часть взрывчатым устройством, установленным на длинном шесте. Взрыв пробивал огромную пробоину в подводной части неприятельского корабля, приводя к почти немедленному затоплению. При этом — в отличие от аналогичных по принципу действия таранных атак — шестовые мины могли применяться даже небольшими кораблями и катерами, не имеющими прочного корпуса.
В ходе военных действий, шестовые мины активно применялись обеими сторонами. Южане несколько раз с переменным успехом применяли вооружённые шестовыми минами миноносцы и подводные лодки для нападений на корабли северян; верхом их достижений стала успешная атака подводной лодки H. L. Hunley на винтовой шлюп северян USS «Хаусатоник» в феврале 1864. Северяне, в свою очередь, успешно применили вооружённые шестовыми минами паровые катера для уничтожения конфедеративного броненосца CSS Abemarle в октябре 1864 года. В целом, значимый потенциал нового оружия осознавался обеими сторонами. Однако, все эти случаи имели характер тайных ночных операций, основанных на незаметном приближении под покровом темноты и внезапной атаке.
Стремясь максимально использовать потенциал нового оружия, северяне хотели применять его не только для скрытных ночных атак, но и в открытом морском сражении. Тихоходные миноносцы и небольшие катера явно не годились для этой цели; в дневном сражении, противник мог легко уничтожить их своей артиллерией. В качестве решения, американский флот разработал концепцию бронированного миноносца, способного под огнём противника приблизиться к тому, и взорвать его миной. Заказ на постройку экспериментального корабля был размещен на заводе Сэмуэля Пика в Ньюхавене, штат Коннектикут, 1 июня 1864 года.

## Конструкция
По конструкции, «Спютен Дайвил» очень напоминал небольшой монитор. Его водоизмещение составляло всего 210 тонн; надводный борт, как и у мониторов, был очень низким, значительно уменьшая силэут корабля. Над гладкой палубой миноносца выдавалась башнеподобная не-вращающаяся рубка, за ней — дымовая труба, и на корме — втяжной патрубок вентилятора. Корпус его был построен из дерева
Длина «Спютен Дайвил» составляла 25,65 метров, ширина — 6,3 метра, осадка — 2,29 метра. Миноносец получился коротким и широким, что не позволяло надеяться на достижение действительно высокой скорости, но зато обеспечивало хорошую маневренность. Впрочем, так как основной задачей миноносца были действия против конфедеративных кораблей в мелких прибрежных водах, узостях гаваней и руслах рек, высокие скоростные характеристики считались не столь важными.
Для того, чтобы перед атакой уменьшить до минимума и без того весьма низкий силуэт миноносца (тем самым сократив его заметность и вероятность попаданий по нему), в его корпусе были предусмотрены заполняемые водой цистерны. Во время перехода морем, цистерны осушали, а перед атакой — заполняли водой.

### Вооружение
Единственное вооружение «Спютен Дайвил» составляла шестовая мина, выдвигаемая из его носовой части. Мина предназначалась для нанесения удара в подводную часть неприятельского корабля, с тем, чтобы подрывом мины создать обширную пробоину.

#### Механизм выдвижения мины
Минный аппарат «Спютен Дайвил» имел особую конструкцию. Нижняя часть его форштевня представляла собой две подвешенные на шарнирах створки, в закрытом состоянии вписанные в обводы корпуса. При помощи цепной передачи, створки могли открываться и закрываться, тем самым открывая минный аппарат перед атакой и закрывая его на переходе.
Сразу за створками, в носу миноносца было проделано отверстие (минный порт), закрытое герметичным клапаном. Клапан открывался в расположенный параллельно килю цилиндрический резервуар, оснащенный системой быстрой откачки воды, и служивший шлюзовой камерой для выдвигаемой мины.
В задней части резервуара размещался шаровой шарнир, служивший для подвижного удержания шеста мины. Шест продевался сквозь отверстие в шарнире. Выдвижение самой шестовой мины и регулировка угла её выдвижения (возможная благодаря шарнирному закреплению шеста) осуществлялись с помощью натяжной цепи, закреплённой на заднем конце шеста и выбираемой через блок паровой машиной.

#### Конструкция мины
Мина, расположенная на конце длинного шеста, имела цилиндрическую форму и снаряжалась зарядами чёрного пороха. Обычно использовались стандартные шестовые мины модели 7, начинённые зарядом в 27 килограмм пороха; однако, «Спютен Дайвил» был рассчитан на применение и более мощных мин, с зарядом до 180 килограмм пороха.
Мина имела внутренние полости, и была немного легче воды. Это было сделано с той целью, чтобы, подведя мину под днище корабля противника, можно было высвободить шест, и всплывающая мина ударила бы точно в днище. Детонация мины осуществлялась ударным взрывателем, приводимым в действие выдёргиванием длинного шнура, проходившего вдоль шеста. Электрический подрыв мины рассматривался, но был сочтен ненадежным в применении.

#### Схема минной атаки
В ходе приготовлений к атаке, шест мины вставлялся в шаровой шарнир и сквозь него проталкивался в резервуар. Через люк сверху, в резервуар подавалась мина, и закреплялась на конце шеста. Затем, люк герметизировался.
Когда миноносец приближался к цели, клапан в его носовой части открывался, и резервуар с миной затапливался. Наружные створки, прикрывавшие минный порт, все ещё оставались закрытыми для улучшения обтекаемости
Непосредственно перед атакой, наружные створки, прикрывавшие минный порт, распахивались. Паровая машина через блок выбирала цепь, соединенную с задним концом шеста, тем самым выталкивая шест (с закреплённой на конце миной) наружу через минный порт. В тот момент, когда мина оказывалась под корпусом неприятельского корабля, оператор выдёргивал шнур и подрывал мину. Вслед за этим, наружные створки вновь закрывались, клапан минного порта герметизировался, и резервуар осушался при помощи помпы. Затем, весь процесс повторялся.

### Бронирование
Все бронирование миноносца было изготовлено из наложенных друг на друга слоев 25 миллиметровой толщины кованых железных плит. Такое бронирование было менее эффективным чем сплошные плиты той же толщины, но значительно проще в изготовлении и ремонте. Невысокий надводный борт миноносца прикрывали пять слоев плит, общей толщиной 125 миллиметров. Палуба была бронирована тремя слоями плит, до толщины в 75 миллиметров. Самой мощно защищённой частью корабля была выступающая над палубой цилиндрическая рубка (диаметром 1,5 метра и высотой 0,8 метра) — её бока прикрывали двенадцать слоев плит, общей толщиной 300 миллиметров.

### Силовая установка
Миноносец приводился в действие горизонтальной паровой машиной прямого действия, работавшей на четырёхлопастной винт. Максимальная мощность силовой установки составляла порядка 2400 лошадиных сил. На мерной миле, миноносец развивал скорость до 9 узлов, но в полном грузу и с заполненными водой балластными цистернами (что предполагалось делать перед атакой), он развивал не более 5 узлов.
Интересной особенностью силовой установки корабля были предпринятые меры по сведению к минимуму развиваемого машиной шума, что позволяло в ночной атаке, тихим ходом приблизиться к противнику, оставаясь незамеченным.

## Служба
Не имеется точных данных о дате закладки миноносца, или его спуска на воду. Известно, что постройка миноносца заняла в сумме не более трёх месяцев, и он был принят флотом в сентябре 1864 года, что позволяет предположить его закладку в конце июня 1864. Первоначально, корабль был заложен под именем «Стромобли», но уже в строю был переименован в «Спютен Дайвил», в честь одноимённой реки около Нью-Йорка.
25 ноября 1864 года, корабль провел успешные испытания своего торпедного оружия, последовательно проведя две учебные минные атаки. Зимой 1864, миноносец был направлен на Хэмптон-Роудс, для действий против позиций южан на реке Джеймс. Южане установили множество подводных заграждений в русле реки, и имели в её верховьях сильный отряд из четырёх броненосцев и нескольких меньших единиц, прикрывавший подступы к Ричмонду — столице мятежных штатов. Командование северян полагало, что «Спютен Дайвил» будет убедительным аргументом как против кораблей так и против бонов в реке. Большую часть службы на реке, корабль провел в обороне, на случай попытки вылазки со стороны конфедератов.
В январе 1865 года, конфедеративные силы на реке Джеймс решились на вылазку ниже по течению. От своих шпионов, конфедераты узнали, что большая часть броненосцев северян в устье реки отозвана для действий против порта Уилмингтон, и для защиты реки оставлено лишь минимальное прикрытие. 23 января, крупный отряд конфедеративных кораблей в составе броненосцев «Фредериксбург», «Ричмонд», «Вирджиния II», миноносцев «Скорпион», «Уосп» и «Хорнет» и небронированных канонерских лодок «Дрюи», «Нэнсмонд», «Хэмптон», «Бьюфорт» и «Торпедо» начал спускаться по реке, преодолевая заграждения.
Северная эскадра, готовившаяся встретить южан, была значительно меньше и состояла из одного двухбашенного речного монитора «Онондага», двух канонерских лодок «Массасойт» и «Хенчбэк», и бронированного миноносца «Спютен Дайвил». Завидев конфедеративные корабли, северяне отступили ниже по реке, чтобы обеспечить себе свободу манёвра, и приготовились к сражению. «Спютен Дайвил» держался позади «Онондаги»; северяне предполагали, что конфедеративные броненосцы в первую очередь попытаются таранить «Онондагу», и когда они устремятся в атаку, «Спютен Дайвил» должен был выскочить вперед и взорвать их своими минами.
Однако, сражения как такового не получилось; из-за оплошности лоцманов, два из трёх конфедеративных броненосцев и несколько других кораблей сели на мель при преодолении заграждений. Видя беспомощное положение конфедератов, «Онондага» подошла вплотную к заграждениям и начала расстреливать конфедеративные корабли. Броненосец «Вирджиния II» был тяжело поврежден, канонерка «Дрюи» и миноносец «Скорпион» потоплены, а другие корабли получили разной степени повреждения от огня «Онондаги» и береговых батарей северян. 25 января южане отступили.
После того, как Ричмонд был взят в апреле 1865 года, и конфедеративный эскадрон в верховьях реки — уничтожен самим конфедератами во избежание захвата, «Спютен Дайвил» продолжил работу по расчистке реки, используя свои мины для разрушения заграждений и подрыва препятствующих судоходству потопленных судов в реке. Именно благодаря его действиям, состоялся визит президента Линкольна в Ричмонд в апреле.
После войны, миноносец был помещен в резерв на верфи в Нью-Йорке. Флот использовал его как платформу для различных опытных видов оружия. Точная дата списания корабля не известна, но из списков флота он был исключен в 1880 году.

## Оценка проекта
«Спютен Дайвил» был одной из первых попыток реализации популярной в XIX веке идеи бронированного миноносца, способного под огнём неприятельских орудий приблизиться к жертве и поразить её торпедой или тараном. В различных воплощениях, эта идея оставалась популярной до самого конца XIX столетия, пока рост мощности артиллерии и увеличение радиуса действия торпедного оружия не привели к её окончательному закату. Однако, как и многие другие теоретически эффективные идеи, концепция бронированного миноносца оказалась неэффективна в практическом воплощении: необходимость нести тяжелую броню приводила к увеличению размеров миноносца, что требовало увеличения мощности силовой установки, чтобы двигать его с достаточной скоростью, что в свою очередь снова приводило к увеличению размеров — и в свою очередь, к увеличению массы брони, необходимой для защиты более крупного корабля.
Непосредственно «Спютен Дайвил» был небольшим, хорошо защищённым кораблем, главным недостатком которого была низкая скорость. Однако, он достаточно хорошо подходил для предполагавшейся ниши действий — уничтожение конфедеративных кораблей и подводных заграждений в реках и прибрежных водах, где манёвр был ограничен и его недостаточные скоростные качества не играли особой роли. Американский флот, в целом, оценил этот миноносец положительно, но развития данный тип не получил из-за очевидных ограничений.